# Филоксен от Мабуг
Вижте пояснителната страница за други личности с името Филоксен.
Филоксен от Мабуг (сирийски:ܐܟܣܢܝܐ ܡ{{ܒܘܓܝܐ, Aksenāyâ Mabûḡāyâ, на латински: Philoxenus, Xenajas von Mabbug; * 450 в Tahal; † 10 декември 523 във Филипополис (дн. Пловдив) в Тракия, България) e писател на прози и голям сирийски теолог по миафизитство, противник на учението на Халкидонския събор от 451 г.
Той следва в Едеса и в манастир Мор Габриел в Тур Абдин на Тигър, където известно време е монах. След това е епископ на Мабуг и действа в интригите в Антиохия (484 и 512), които водят до смъкването халкидонския патриарх и поставянето на Север Антиохийски. През 519 г. Юстин I го заточава в Пафлагония и след това във Филипополис в Тракия, където умира.
Филоксен нарежда преработката на сирийския Нов Завет. В Сирийската-Православна църква на Антиохия той е високо ценен и честван като Светец.